# Oficina del Sheriff del Condado de Maricopa

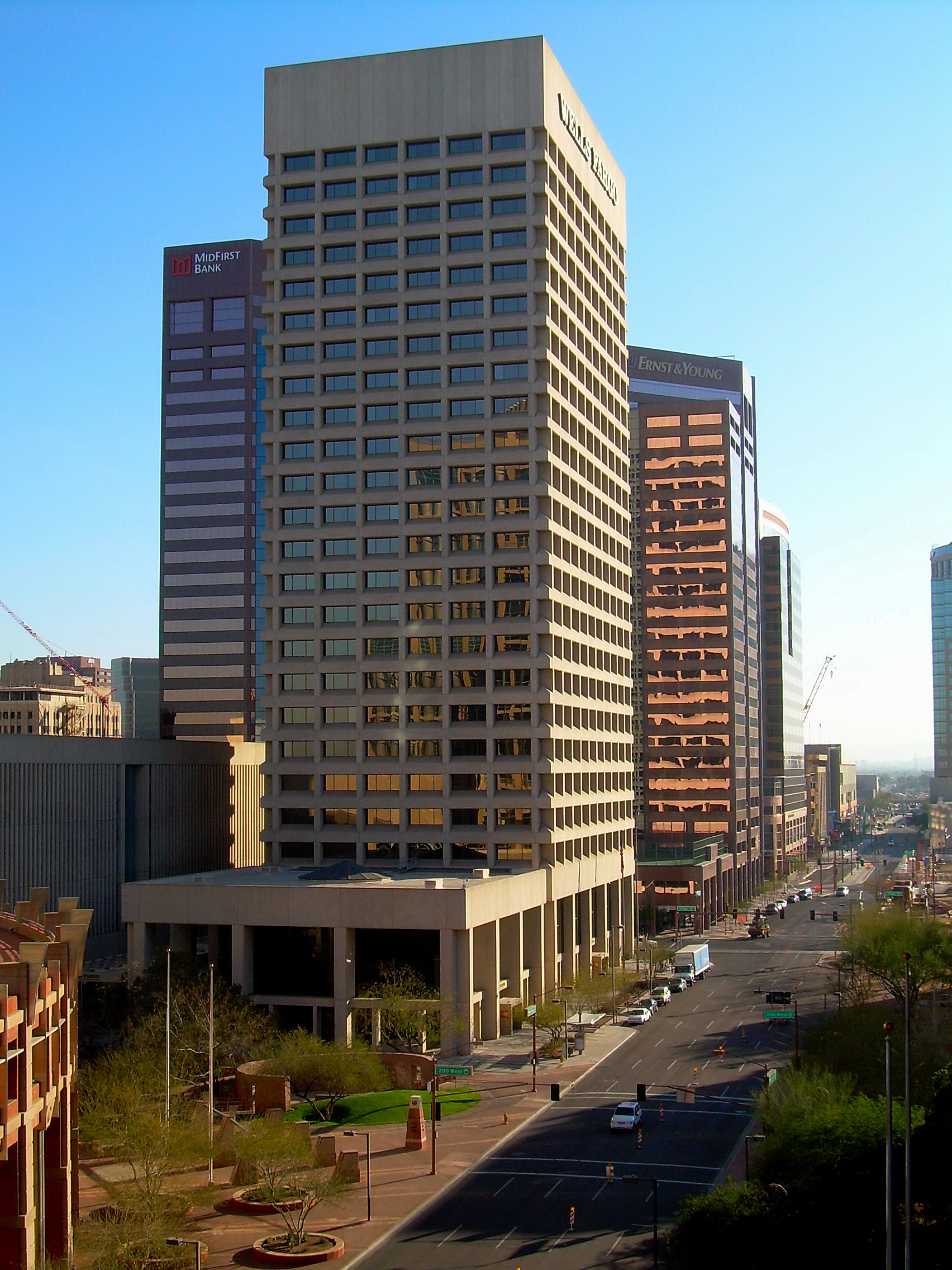
Wells Fargo Plaza tiene la sede de la oficina

La Oficina del Sheriff del Condado de Maricopa  (Maricopa County Sheriff's Office, MCSO) es la oficina del Sheriff del Condado de Maricopa. Joe Arpaio fue el sheriff del departamento hasta el 4 de enero de 2017, siendo reemplazado por el Sheriff Paul Penzone. El sheriff tiene su sede en el Wells Fargo Plaza en Phoenix.
Las cárceles del departamento son 4th Avenue, Durango, Estrella, First Avenue, Lower Buckeye, Madison, Tent City, y Towers.